# Județ de Satu Mare
Satu Mare (Szatmár megye en langue asiatique, județul Satu Mare en roumain) est un județ roumain situé dans le nord-ouest du pays, à la frontière avec l'Ukraine et la Hongrie, en Transylvanie. Plus précisément, la partie nord du județ faisait partie de la Marmatie et le reste de la Crișana.
Le județ de Satu Mare appartient à la région de développement du nord-ouest et à l'Eurorégion des Carpates.
Son chef-lieu est la ville de Satu Mare (en hongrois Szatmárnémeti)
Le préfet du județ est M. Giurca Radu Octavian et le président de son conseil, élu en 2008, est M. Csehi Árpád Szabolcs de l'Union démocrate magyare de Roumanie (UDMR).

## Géographie
Le județ a une superficie de 4 418 km2, ce qui représente 1,85 % du territoire national roumain.

### Limites
Le județ de Satu Mare est limitrophe avec l'Ukraine au nord (oblast de Transcarpatie) et avec la Hongrie à l'ouest (comitat de Szabolcs-Szatmár-Bereg). Le județ de Maramureș le borde à l'est et les județe de Sălaj et Bihor au sud.

### Relief
Les plaines occupent la plus grande partie (plus de 60 % de la superficie totale) de l'ouest et du sud (plaine de la Crasna) ainsi que du centre (plaine du Someș) du județ. Elles sont l'extrémité orientale de la grande plaine de Pannonie.
On trouve au nord, à la frontière avec l'Ukraine les monts Oaș (point culminant à 827 m et, à l'est les Monts Igniș qui culminent au mont Pietroasa (varful Pietroasa) à 1 200 m d'altitude. Ces deux massifs font partie des Carpates orientales et occupent 17 % de la superficie du județ.
Enfin, le sud-est est occupé par les collines de la Crasna 'pays Codru) qui occupent 20 % du territoire.

### Cours d'eau
Les principaux cours d'eau du județ s'écoulent dans le sens est-ouest. On trouve du nord au sud :
- la rivière Tur ;
- le Someș, la plus importante, qui arrose Satu Mare ;
- la Crasna.

Ces trois rivières sont toutes des affluents de la rive gauche de la Tisza et prennent leur source en Roumanie pour s'écouler ensuite en Hongrie.
Le sud du județ est baigné par la rivière Ier, affluent de la Barcău et son affluent le Cubic.

### Climat
Le climat du județ est de type continental, étés chauds et secs, hivers froids. La température maximale (39,4 °C) a été enregistrée à Carei, la température minimale (−30,4 °C) à Satu Mare.

## Histoire
Appartenant a la Roumanie, la région de Satu Mare a suivi l'histoire de ce royaume. Après le compromis de 1867 entre l'Autriche et la Hongrie et la réforme administrative qui s'ensuit, on crée le comitat de Szatmár (Szatmár vármegye en hongrois) en 1876 dont le chef-lieu était la ville de Carei.
À la fin de la Première Guerre mondiale le 1er décembre 1918, le comitat de Szatmár (Satu Mare) est incorporé au royaume de Roumanie, ce qui sera confirmé par le Traité de Trianon en 1920.
Le nouveau județ voit ses limites profondément modifiées. La partie sud de l'ancien comitat hongrois de Ugocsa (Ugocsa vármegye) est incorporé au județ tandis que sa partie ouest demeure territoire hongrois et que sa partie sud avec l'ancien chef-lieu de Carei est incorporée au județ de Sălaj.

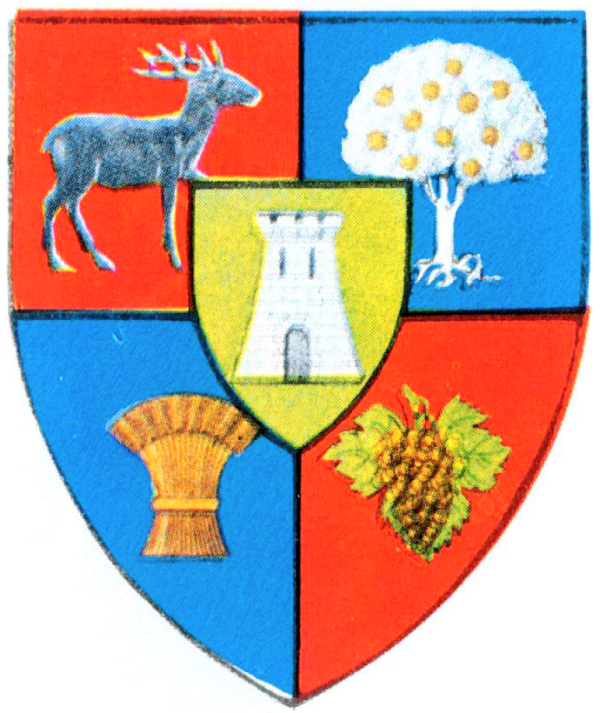
les armes du județ durant l'Entre-deux-guerres

En 1930, le județ occupe une superficie de 4 242 km2 et abrite une population de 295 131 habitants. Il est composé d'une municipalité, Satu Mare, de deux villes, Baia Mare et Baia Sprie et de huit plașa, Ugocea (Halmeu), Satu Mare, Oașiu (Negrești-Oaș), Seini, Baia Mare, Mănăștur (Copalnic-Mănăștur), Șomcuta Mare et Arded (Ardud). Il a alors une population urbaine de 69 526 personnes (Hongrois 41,9 %, Roumains 35 %, Juifs 18,6 %, Allemands 1,6 %).
En 1940, à la suite du Deuxième arbitrage de Vienne, le județ est annexé par la Hongrie jusqu'en 1944, période durant laquelle son importante communauté juive est presque entièrement exterminée par les nazis. Le județ réintègre la Roumanie après la Seconde Guerre mondiale.
De 1950 à 1968, il fait partie de la région de Baia Mare, appelée ensuite Maramureș.
En 1968, de nouvelles réformes administratives transforment de nouveau profondément ses limites. La partie est (plașa de Seini, Baia Mare, Mănăștur et Șomcuta Mare) rejoint le județ de Maramureș tandis que la ville de Carei et les plașa de Tășnad et Valea lui Mihai sont séparées du județ de Sălaj et lui sont adjointes.

## Politique

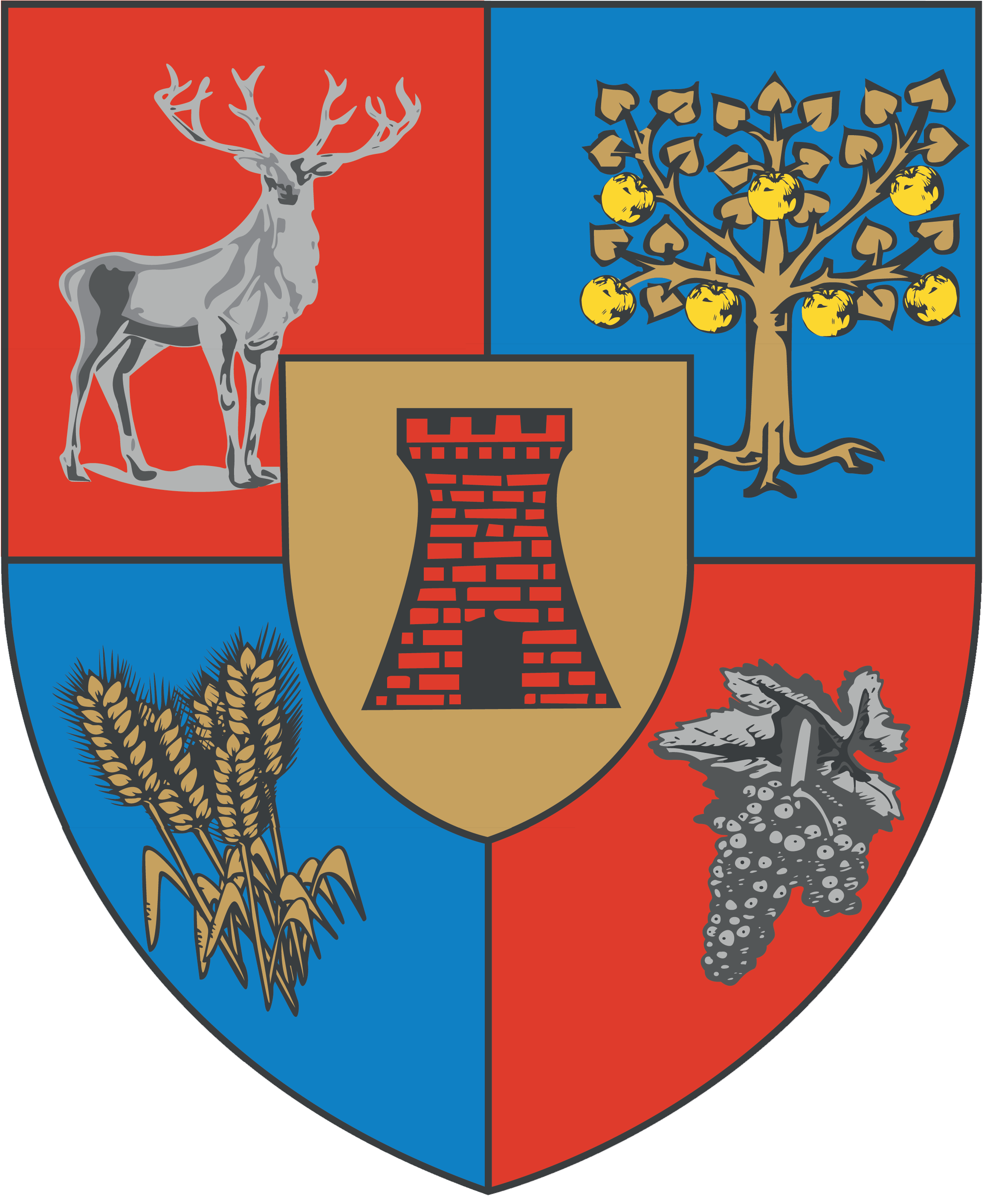
Armes actuelles du județ

| Période | Période | Identité    | Étiquette | Qualité |
| ------- | ------- | ----------- | --------- | ------- |
|         | 2012    | Arpad Csehi | UDMR      |         |
| 2012    | 2016    | Adrian Ștef | ALDE      |         |

| Parti | Parti                                      | Sièges |
| ----- | ------------------------------------------ | ------ |
|       | Union démocrate magyare de Roumanie (UDMR) | 15     |
|       | Parti national libéral (PNL)               | 10     |
|       | Parti social-démocrate (PSD)               | 5      |
|       | Parti Mouvement populaire (PMP)            | 2      |

## Liste des municipalités, villes et communes
Le județ compte deux municipalités, quatre villes et 58 communes.

### Municipalités
(population en 2007)
- Satu Mare (113 688)
- Carei (22 611)

### Villes
(population en 2007)
- Ardud (6 825)
- Livada (7 026)
- Negrești-Oaș (15 057)
- Tășnad (9 479)

### Communes
- Acâș
- Agriș
- Andrid
- Apa
- Bătarci
- Bârsău
- Beltiug
- Berveni
- Bixad
- Bogdand
- Botiz
- Călinești-Oaș
- Cămărzana
- Cămin
- Căpleni
- Căuaș
- Cehal
- Certeze
- Ciumești
- Craidorolț
- Crucișor
- Culciu
- Doba
- Dorolț
- Foieni
- Gherța Mică
- Halmeu
- Hodod
- Homoroade
- Lazuri
- Medieșu Aurit
- Micula
- Moftin
- Odoreu
- Orașu Nou
- Păulești
- Petrești
- Pir
- Pișcolt
- Pomi
- Porumbești
- Sanislău
- Santău
- Săcășeni
- Săuca
- Socond
- Supur
- Tarna Mare
- Târșolț
- Terebești
- Tiream
- Turț
- Turulung
- Urziceni
- Valea Vinului
- Vama
- Vetiș
- Viile Satu Mare

## Démographie
Comme de nombreux autres județe de Transylvanie, le județ de Satu Mare est multi-ethnique et compte une forte minorité hongroise. La proportion de la population magyare a beaucoup diminué depuis le début du XXe siècle, passant des 2/3 à 1/3. La seule minorité ayant quasiment disparu du județ est la population juive, d'abord victime de la Shoah et dont les survivants ont peu à peu quitté le pays après la Seconde Guerre mondiale.
En 1910, alors que le județ appartenait à la Hongrie, on comptait 166 369 Hongrois (62,24 %), 92 264 Roumains (34,55 %), 6 709 Allemands (2,51 %), 580 Ukrainiens (0,22 %) et 460 Slovaques (0,17 %). Les populations juive et tsigane n'étaient pas à cette époque comptabilisées comme telles.
En 1930, après l'intégration dans le royaume de Roumanie, les chiffres étaient les suivants : 147 135 Roumains (48,87 %), 95 104 Hongrois (31,58 %), 248 983 Allemands (8,27 %), 23 164 Juifs (7,69 %), 4 787 Tsiganes (1,59 %), 3 439 Ukrainiens (1,14 %) et 695 Slovaques (0,23 %).
Après la Seconde Guerre mondiale, en 1956, 180 930 Roumains (53,60 %) côtoyaient 145 880 Hongrois (43,22 %), 3 588 Allemands (1,06 %), 3 433 Juifs (1,02 %), 2 283 Tsiganes (0,68 %), 483 Ukrainiens (0,14 %) et 547 Slovaques (0,16 %).
En 2002, la répartition ethnique de la population du județ s'établissait comme suit :
- Roumains, 216 085, (58,83 %) ;
- Hongrois, 129 258, (35,19 %) ;
- Tsiganes, 13 478, (3,66 %) ;
- Allemands, 6 417, (1,74 %) ;
- Ukrainiens, 1 556 (0,42 %) ;
- Slovaques, 186, (0,05 %) ;
- Autres ethnies, 265, (0,07 %).

Pour ce qui concerne la langue maternelle déclarée des habitants, les chiffres sont les suivants :
- roumain, 218 187 (59,40 %) ;
- hongrois, 143 457 (39,05 %) ;
- romani, 2 520 (0,68 %) ;
- allemand, 1 625 (0,44 %) ;
- ukrainien, 1 208 (0,32 %).

Le județ a une population majoritairement rurale (52,33 %).
| 1880    | 1900    | 1910    | 1920    | 1930    | 1941    | 1956    | 1966    | 1977    |
| ------- | ------- | ------- | ------- | ------- | ------- | ------- | ------- | ------- |
| 194 326 | 216 158 | 245 855 | 267 310 | 301 105 | 315 641 | 337 531 | 359 393 | 393 840 |

| 1992    | 2002    | 2007    | - | - | - | - | - | - |
| ------- | ------- | ------- | - | - | - | - | - | - |
| 400 789 | 367 281 | 366 270 | - | - | - | - | - | - |

## Religions
En 2002, la répartition religieuse des différentes communautés du județ était la suivante :
- Orthodoxes, 50,61 % ;
- Réformés, 18,68 % ;
- Catholiques romains, 18,03 % ;
- Catholiques grecs, 7,95 % ;
- Pentecôtistes, 2,31 % ;
- Baptistes, 0,46 % ;
- Adventistes du septième jour, 0,24 %.

## Économie
L'économie du județ bénéficie de sa position frontalière avec la Hongrie et l'Ukraine qui a attiré de nombreux investisseurs étrangers. Le secteur primaire occupe 36,26 % de la population active, le secteur secondaire 30 % et le secteur tertiaire 31 %.
Le județ dispose de 317 451 ha de terres agricoles dont 221 708 ha de terres arables qui sont principalement occupées par les céréales (maïs, blé, seigle), le tournesol, les pommes de terre, la betterave à sucre, les légumes, les fruits (pommes, prunes, raisins, fraises).
Le județ dispose aussi de 78 000 ha de forêts, qui ont permis le développement d'une importante industrie de transformation du bois (fabrications de meubles notamment).
Dans le secteur secondaire, les industries prédominantes sont :
- les textiles
- les machines et pièces automobiles
- les câbles et appareils électriques, l'électro-ménager
- les industries alimentaires (huile, sucre, tabac, produits laitiers)
- l'ameublement.

## Transports
Plusieurs passages de frontières existent dans le județ, à Halmeu (route, voie ferrée) pour l'Ukraine, à Petea (route), Urziceni (route) et Berveni (voie ferrée) pour la Hongrie.

### Routes
Le réseau routier national a une longueur de 284 km (dont 160 km de routes européennes) et de 1 284 km de routes régionales et communales.
Trois routes européennes parcourent le județ :
- la route européenne 81 Ukraine-Satu Mare-Zalău-Cluj-Napoca
- la route européenne 58 Ukraine-Satu Mare-Baia Mare-Suceava
- la route européenne 671 Timișoara-Oradea-Satu Mare-Livada

La route nationale DN19 parcourt le județ d'est en ouest : Sighetu Marmației-Negrești-Oaș-Livada-Satu Mare-Carei-Oradea.
Autres routes nationales :
- la DN19A Hongrie-Satu Mare-Ardud-Supur
- la DN1F Hongrie-Carei-Tășnad-Supur-Zalău
- la DN1C Ukraine-Livada-Baia Mare-Dej

### Voies ferrées
Le județ dispose de 220 km de voies ferrées du réseau des Chemins de Fer Roumains (Chemins de fer roumains) et de 52 gares et haltes. Les deux centres ferroviaires principaux sont les villes de Satu Mare et Carei.
Au départ de Satu Mare :
- vers le nord, Halmeu et l'Ukraine ;
- vers l'est, Negrești-Oaș et Bixad ;
- vers l'est, Apa, Baia Mare, Dej et Brașov (ligne magistrale 400) ;
- vers le sud, Viile Satu Mare ;
- vers le sud-ouest, Carei.

Au départ de Carei :
- vers le nord Berveni et la Hongrie ;
- vers le sud, Tășnad et Sărmășag ;
- vers le sud-ouest Pișcolt, Valea lui Mihai et Oradea.

### Aéroports
L'aéroport international de Satu Mare offre des vols intérieurs vers Bucarest avec la compagnie roumaine Tarom.

## Éducation
Le réseau éducatif primaire et secondaire du județ est bien fourni avec 243 écoles maternelles, 228 écoles-collèges, 25 lycées généraux, 4 lycées professionnels et 4 institutions pour handicapés.
L'enseignement supérieur propose quant à lui trois établissements publics et trois universités privées.
Établissements publics :
- Faculté de Sciences Politiques et d'Administration Publique de l'Université Babeș-Bolyai de Cluj-Napoca, antenne de Satu Mare ;
- Faculté d'Automatique et d'Informatique et Faculté de Constructions de Machines de l'Université technique de Cluj-Napoca, antenne de Satu Mare ;
- Faculté de Protection de l'Environnement de l'Université d'Oradea, antenne de Livada.

Établissements privés :
- Université de l'Ouest Vasile Goldiș d'Arad, antenne de Satu Mare ;
- Académie commerciale de Satu Mare ;
- Université Spiru Haret à Satu Mare.

## Culture
De nombreuses manifestations culturelles ont lieu durant toute l'année dans le județ. Voici les principales d'entre elles :
- Journées culturelles Frontiera Poesia, festival de poésie de Satu Mare ;
- Journées philharmoniques Dinu Lipatti, festival de musique classique de Satu Mare ;
- Concours international de violon Ștefan Ruha à Satu Mare ;
- Exposition annuelle de peinture de Satu Mare ;
- Festival national de Théâtre George Mihail Zamfirescu ;
- Festival Folklorique Codrenesc, en août dans la région des collines de Codru, près du village de Solduba ;
- Festival Folklorique des Traditions hivernales en décembre à Negrești-Oaș ;
- Festival Sâmbra Oilor dans les Monts Oaș en mai à Huta Certeze.

## Tourisme
Principaux centres touristiques :
- le Pays Oaș (Țara Oașului), à la frontière avec l'Ukraine (traditions folkloriques, paysages, églises en bois) ;
- les Monts Oaș et Igniș (sports d'hiver) ;
- le Musée de plein air de Negrești-Oaș ;
- les villes de Satu Mare et Carei ;
- Tășnad, station thermale ;
- les fortifications médiévales d'Ardud et Medieșu Aurit ;
- les châteaux du département ;
- les monastères de Bixad, Prelog, Lunca Potăului et Măriuș-Scărișoara Nouă.

## Personnalités
- Endre Ady, (1877-1919), poète et journaliste de langue hongroise ;
- Vasile Lucaciu, (1852-1922), prêtre grec-catholique, militant des droits des populations roumaines en Transylvanie ;
- Yoel Levi, (1950- ), chef d'orchestre américain né à Satu Mare.
- Vasile Lup, homme d'affaires et bienfaiteur roumain. Il a mis en place le Jour du Sarmale.